# نوک‌نهنگ کوتوله
نوک‌نهنگ کوتوله، که به نام نوک‌نهنگ پرویی نیز شناخته می‌شود، کوچکترین عضو سرده میان‌دندان‌ها از میان آب‌بازان است و به تازگی شناخته شده است.

## توصیف ظاهری
بدن این نوک‌نهنگ همانند بدن دیگر اعضای میان‌دندان‌ها دوک‌شکل است اما دم آن به صورت غیر طبیعی ضخیم است. ملون در سر شکلی کم و بیش گرد دارد که با شیبی آرام به نوک به نسبت کوتاه این جانور می‌رسد. رنگ‌آمیزی بدن خاکستری تیره بر پشت و روشن‌تر در بخش‌های زیرین، به ویژه در زیر فک پایینی و گلو، است. طول این نهنگ‌ها تنها به نزدیک ۴٫۵ متر در نرهای بالغ می‌رسد و در هنگام تولد طولی برابر ۱٫۶ متر دارند.

## گستره
نوک‌نهنگ کوتوله در کرانه‌های شرقی اقیانوس آرام میان باخا کالیفرنیا و پرو دیده شده است. یک نمونه از این گونه که در زلاندنو به ساحل افتاده بود نشان داد که احتمال دارد این نهنگ‌ها در بخش‌های غربی اقیانوس آرام نیز وجود داشته باشند. هیچ تخمینی از تعداد جهانی این نهنگ‌ها وجود ندارد.